# 羽田澄子
羽田 澄子（はねだ すみこ、1926年1月3日 - ）は、日本の映画監督。
「世田谷・九条の会」呼びかけ人を務めている。

## 来歴
旧満州大連市生まれ。1942年旅順高等女学校卒業。満州から引き揚げ、自由学園女子部高等科卒業後、1950年に恩師羽仁説子の紹介で、岩波書店と資本関係のない関連会社岩波映画製作所に入社し、岩波写真文庫を編集に携わる。
映画シナリオを任され、映画『歯』のシナリオを描いた際に、助監督も試験的に担当。羽仁進監督の下で助監督を務めた後、1957年に『村の婦人学級』（岩波映画）で監督デビューを果たす。
1977年『薄墨の桜』を初めて4年間かけ自主製作する。岩波ホールで他3本と上映の際、総支配人高野悦子がドキュメンタリー映画商業上映での史上初の入場料を取り、無料の慣例を変える。
1980年に岩波映画製作所を定年退職する。在職中の作品80本あまり。以後フリーとなり、夫であるプロデューサーの工藤充が率いるドキュメンタリー映画製作会社・自由工房で活動する。伝統芸能・福祉・美術・近代史といったさまざまなジャンルの記録映画に携わっている。
1982年、在職中に取り掛かっていた『早池峰の賦』を定年後に2本目の自主映画として完成。岩波ホールで、3時間の長編ドキュメンタリーの5月29日から6月25日までの長期ロードショーが冒険と言われたが、記録的な成功となり8月7日1週間の再上映となる。ドキュメンタリー映画監督として名声を確立する。

## 映画作品
- 『村の婦人学級』（1957年）
- 『薄墨の桜』（1977年）
- 『早池峰の賦』（1982年）
- 『AKIKO―あるダンサーの肖像』（1985年）
- 『痴呆性老人の世界』（1986年）
- 『安心して老いるために』（1990年）
- 『歌舞伎役者 片岡仁左衛門若鮎の巻・人と芸の巻・孫右衛門の巻』（1991年）
- 『歌舞伎役者 片岡仁左衛門 登仙の巻』（1994年）
- 『問題はこれからです―続･住民が選択した町の福祉』（1999年）
- 『平塚らいてうの生涯―元始、女性は太陽であった』（2001年）[6]
- 『山中常盤』（2004年）
- 『終りよければすべてよし』（2006年）
- 『嗚呼 満蒙開拓団』（2008年）
- 『遙かなるふるさと―旅順・大連』（2011年）
- 『そしてAKIKOは…あるダンサーの肖像』（2013年）

## 著書
- 『安心して老いるために』岩波書店、1992年
- 『映画と私』晶文社、2002年ISBN 9784794965240
  - 『私の記録映画人生』岩波書店<岩波現代文庫>、2014年 - 『映画と私』の増補全面改訂。
- 『いまに生きる宮本百合子』（共著）新日本出版社、2004年 ISBN 4-406-03108-1
- 『終りよければすべてよし』岩波書店、2009年6月 ISBN 9784000223980

## 受賞
- 1982年『早池峰の賦』芸術選奨文部大臣賞、エイボン芸術賞女性年度賞
- 1985年『AKIKO―あるダンサーの肖像』第1回文化庁芸術作品賞（長編映画の部）
- 1990年『安心して老いるために』山路ふみ子映画賞福祉賞
- 1994年 東京女性財団賞
- 1995年 都民文化栄誉章
- 1997年 朝日社会福祉賞
- 1998年 川喜多賞[7]
- 1999年『問題はこれからです―続･住民が選択した町の福祉』毎日映画コンクール入賞
- 2001年『平塚らいてうの生涯―元始、女性は太陽であった』日本映画ペンクラブ賞ノン･シアトリカル部門第1位